# Waverly Hills 9-0-2-1-D’oh
«Waverly Hills 9-0-2-1-D’oh» или «Waverly Hills 9-0-2-1-(Annoyed Grunt)» (рус. Уэверли Хиллс 9-0-2-1 Д’оу) — девятнадцатый эпизод двадцатого сезона мультсериала «Симпсоны». Премьера эпизода состоялась 3 мая 2009 года.

## Сюжет
Мардж выходит на пробежку однажды утром и обнаруживает стенд, предлагающий бесплатные образцы «Научной воды». После потребления слишком большого количества бесплатных образцов она отчаянно ищет общественный туалет, находя один в Спрингфилдской школе. Впоследствии она ходит по залам и потрясена, обнаружив, что Спрингфилдская школа является наихудшей школой в государстве, изобилует апатичными преподавателями и переполненными классами. Мардж и Гомер, заботясь о будущем своих детей, решают арендовать квартиру в высококлассном школьном округе Уэверли Хиллс, потому что Барт и Лиза могут посещать лучшую школу. Барт и Лиза взволнованы перспективой начать новую жизнь. Барт стремится установить свою репутацию «плохого мальчика», в наручниках его уводит шеф Виггам, оставляя других учеников в страхе. Как только Барт и Виггам находятся далеко от Начальной школы Уэверли Хиллс, выясняется, что шеф Виггам «арестовывает» Барта, как пользу для него, если Барт обещает посетить день рождения Ральфа, но он забывает идти на вечеринку, и в самом деле попадает в неприятности с законом. Тем временем Лиза не может познакомиться с новыми друзьями, и получает B+ на тесте. Барт, заметив мрачное настроение его сестры, говорит нескольким популярным школьницам, что Лиза является подругой очень популярной подростковой певицы Аляски Небраски. Мардж и Гомер узнают, что их будет посещать школьный инспектор, чтобы подтвердить, что квартира в Уэверли Хиллс действительно дом Барта и Лизы, так что Гомеру приходится жить там, и он начинает дружить с двумя мужчинами.
Гомер принимает образ холостяка, играя в видеоигры и знакомясь со своими новообретенными друзьями, а также они с Мардж начинают действовать, так как будто они впервые познакомились. Лиза стала популярной среди одноклассников, но только потому, что они хотят, с помощью неё, попасть за кулисы на предстоящий концерт Аляски Небраски. Лиза пробирается в раздевалку Аляски и умоляет её помочь ей, но Аляска неприятна и её охрана уводит Лизу из раздевалки. Она признаётся подругам, что они с Аляской не друзья, и подруги начинают преследовать её, но Лиза убегает от них.
Между тем зловещий школьный инспектор посещает квартиру Гомера в Уэверли Хиллс. Гомер и Мардж отчаянно выкладывают игрушки и куклы Клоуна Красти, чтобы убедить инспектора, что дети живут там. Чтобы попасть в квартиру, он использует пистолет, чтобы выстрелить в замок. Он приходит к выводу, что в квартире живут дети Симпсоны, но признает, что он шёл в надежде убить их и сделать это похожим на самоубийство. Барт и Лиза просят вернуться в Спрингфилд. Лиза хочет вернуться, потому что она предпочитает быть подвергнут гонению за то, какая она есть, а не за то, какой она притворяется. Мардж и Гомер согласны, но задумчиво заявляют, что они упустят своё любовное гнездышко. Эпизод заканчивается использованием домика на дереве, как новое гнездо любви Гомера и Мардж, к большому огорчению Барта, но вскоре он передумывает, когда Гомер угрожает ему.

## Культурные отсылки
- Эпизод основан на сериале компании Fox «Беверли-Хиллз, 90210». Во время показа «Уэверли Хиллс» и финальных титров играет изменённая версия песни Weezer «Beverly Hills».
- Аляска Небраска пародирует Ханну Монтану, но манеры персонажа похожи на роль Эллен Пэйдж в фильме «Джуно».
- Школьный инспектор основан на Антоне Чигуре из фильма «Старикам тут не место».
- В своей квартире Гомер играет двумя консолями, Wii и Xbox 360, в «Halo» и оскверняет труп.
- Гомер, издеваясь над Бартом во время ужина, поет с Милхаусом песню «Stand By Me» Бена И Кинга.
- Картина в этом эпизоде похожа на картину Пита Мондриана «Composition with Red, Yellow and Blue».

## Отношение критиков и публики
Эпизод получил в общей сложности 6,75 миллионов зрителей, что делает его самым популярным ночным шоу Fox на той неделе. «Waverly Hills 9-0-2-1-D’oh» посмотрело 7 % от количества телезрителей в возрасте от 18 до 49 лет и 2,5 % от общего количества населения. Роберт Кэннинг из IGN дал эпизоду 8.8 из 10 возможных, назвав его лучшим эпизодом в 20 сезоне.